# Pieris formosa
Pieris formosa (Wall.) D.Don, 1834 è una pianta arbustiva della famiglia delle Ericacee, originaria dell'Asia sud-orientale.

## Descrizione
È una pianta arbustiva acidofila che può raggiungere una altezza massima 2,5 m larghezza simile.
Le foglie sono ovato-lanceolate, di lunghezza dai 6 agli 8 cm.
Fiorisce in primavera con grappoli di campanelle bianche.
I nuovi germogli sono di colore rosso.

## Distribuzione e habitat
L'areale di questa specie si estende dal Nepal alla Cina centro-meridionale e al nord dell'Indocina.